# Zespół górnego otworu klatki piersiowej

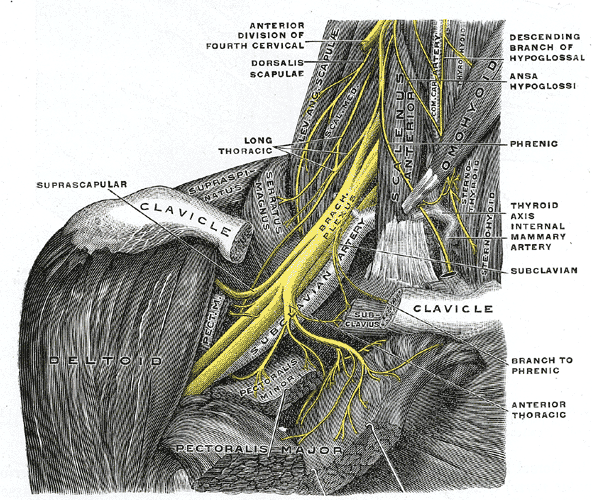
Widok prawego splotu barkowego tętnicy podobojczykowej. Clavicle – obojczyk, subclavian artety – tętnica podobojczykowa, brach. plexus – splot ramienny

Zespół górnego otworu klatki piersiowej (łac. syndroma aperturae thoracis superioris, ang. thoracic outlet syndrome, TOS) – zespół objawów klinicznych wynikający z zaburzeń naczyniowo-nerwowych kończyn górnych, wywołany przez ucisk na struktury nerwowe i  naczynia krwionośne w obrębie zwężenia w otworze górnym klatki piersiowej. Choroba występuje dwukrotnie częściej u kobiet.
Choroba została po raz pierwszy opisana w 1818 roku. Uważa się, że występuje u 0,3–8% populacji (dane USA), a za czynniki ryzyka rozwoju choroby uważa się oprócz wspomnianej płci żeńskiej, wiek 30–40 lat, co związane jest z fizjologicznym obniżeniem obręczy kończyny górnej, asteniczną budowę ciała lub przeciwnie – otyłość i duży biust (pociąganie obręczy barkowej do przodu), mastektomię, wszczepienie implantów piersi, sternotomię oraz atletyczną budowę ciała u mężczyzn.
Ucisk może obejmować następujące składowe pęczka naczyniowo-nerwowego:
- splot ramienny
- tętnicę podobojczykową
- żyłę podobojczykową
- żyłę pachową

Do ucisku dochodzi najczęściej w miejscach anatomicznych zwężeń jego przebiegu, w obrębie szczeliny mięśni pochyłych, przestrzeni żebrowo-obojczykowej lub kruczo-piersiowej (pomiędzy wyrostkiem kruczym łopatki a ścięgnem mięśnia piersiowego mniejszego).

## Etiologia
Przyczyny TOS obejmują przyczyny wrodzone (wada anatomiczna – na przykład żebro szyjne) lub nabyte (najczęściej pourazowe).

## Obraz kliniczny
Obraz kliniczny zależy od tego, która struktura anatomiczna zostaje uciśnięta. Najczęściej dochodzi do ucisku splotu ramiennego. Rzadziej występują objawy zależne od ucisku układu tętniczego i najrzadziej – żylnego.
Cechą charakterystyczną, niezależną od przyczyny, jest występowanie objawów jedynie przy uniesieniu lub odwiedzeniu ramion. W przypadkach ucisku struktur nerwowych pojawia się wówczas ból promieniujący wzdłuż przyśrodkowej części ramienia i przedramienia, do palców IV i V.
Objawom towarzyszą parestezje i zaburzenia czucia w obrębie unerwienia nerwu łokciowego, osłabienie siły mięśniowej i często jednostronny objaw Raynauda. W rozpoznaniu może pomóc wykonanie następujących testów: test Addsona, test Roosa, test Allena.
Jeżeli dochodzi do ucisku struktur tętniczych, to dodatkowo można stwierdzić asymetrię tętna, różnice ciśnienia tętniczego na kończynach górnych oraz można wysłuchać szmer skurczowy nad tętnicami dystalnie do miejsca ucisku.
Objawy ucisku układu żylnego to obrzęk kończyny górnej, poszerzenie żył w jej obrębie, do których wskutek powyższych zaburzeń może dołączyć zakrzepica.

## Rozpoznanie
Chorobę rozpoznaje się na podstawie zdjęcia radiologicznego, które pozwala wykryć anomalie kostne. Ultrasonografia dopplerowska pozwala wykryć zaburzenia przepływu naczyniowego, a elektromiografia pozwala na ocenę przewodnictwa i wykrycie ucisku na struktury nerwowe. Niekiedy konieczne może się okazać wykonanie tomografii komputerowej lub jądrowego rezonansu magnetycznego. Średnio 6,5 lekarzy różnych specjalności potrzebuje 4,3 lat, aby zostało postawione rozpoznanie zespołu górnego otworu klatki piersiowej.

## Leczenie
Zwykle wystarcza leczenie rehabilitacyjne. Niektóre przypadki wymagają korekcji chirurgicznej lub naczyniowej. Leczenie polega na resekcji I żebra (według niektórych autorów jest to zabieg zawsze niezbędny) i dodatkowych, patologicznych elementów kostno-mięśniowych z dojścia nad- i/lub podobojczykowego.